# Edward Bishop Dudley

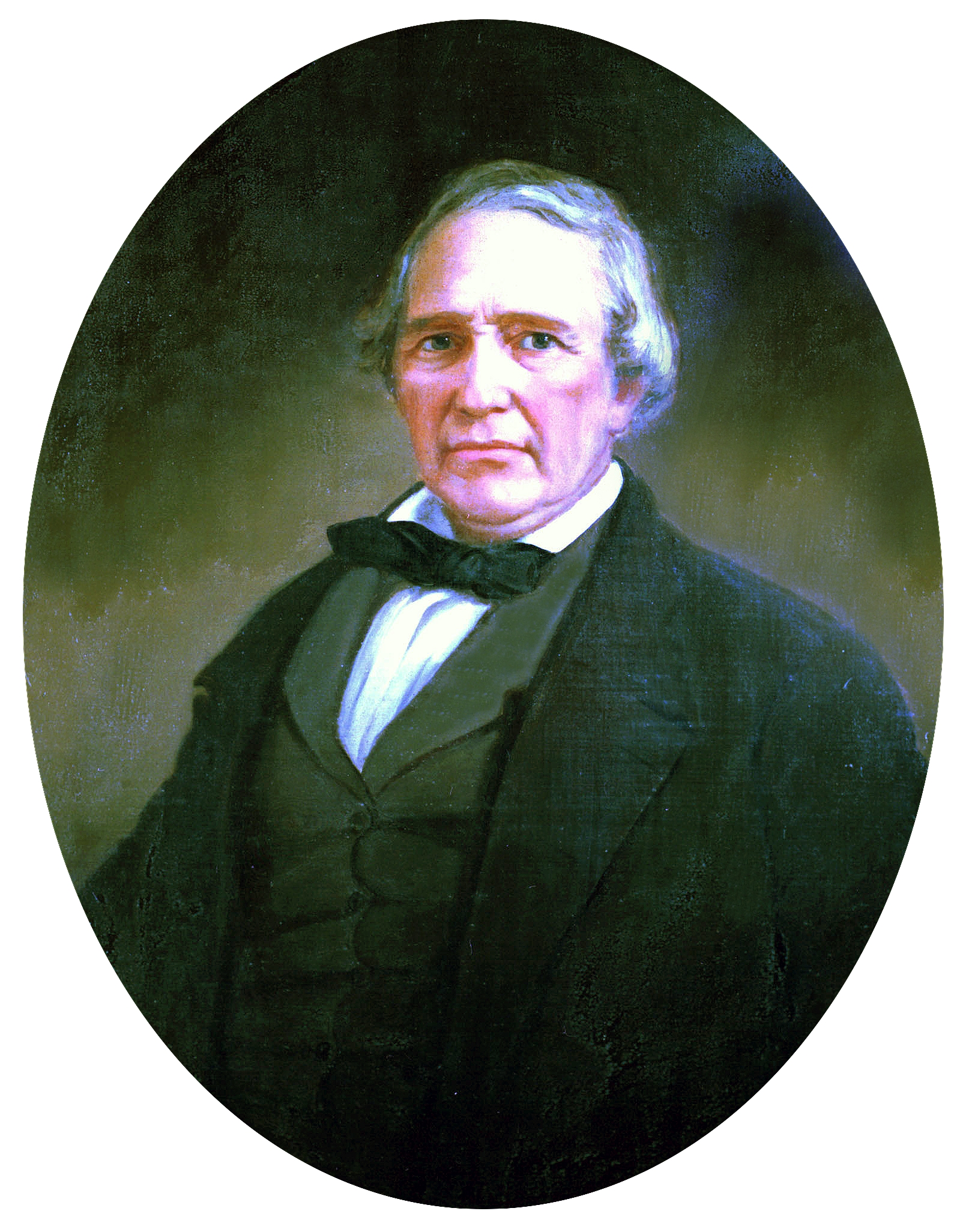
Edward Bishop Dudley

Edward Bishop Dudley (* 15. Dezember 1789 bei Jacksonville, North Carolina; † 30. Oktober 1855 in Wilmington, North Carolina) war ein US-amerikanischer Politiker und der 28. Gouverneur des Bundesstaates North Carolina.

## Frühe Jahre und politischer Aufstieg
Edward Dudley besuchte die Onslow Academy. Im Jahr 1811 trat er erstmals öffentlich in Erscheinung, als er sich in das Repräsentantenhaus von North Carolina wählen ließ. Es folgte eine kurze militärische Episode während des Krieges von 1812, als er eine Freiwilligeneinheit aus dem Onslow County kommandierte. Dabei brachte er es bis zum Oberstleutnant. Nach einem Jahr im Senat von North Carolina (1814) wurde er wieder in das Repräsentantenhaus gewählt, wo er bis 1817 verblieb. Zwischen 1829 und 1831 saß er als Demokrat im Repräsentantenhaus der Vereinigten Staaten. Später wechselte er die Partei und wurde Mitglied der Whigs. Von 1834 bis 1835 war er erneut im Abgeordnetenhaus seines Staates. In diesen Jahren gehörte er zu den Mitbegründern der Eisenbahngesellschaft Wilmington and Raleigh Railroad und wurde deren Präsident.

## Gouverneur von North Carolina
Im Jahr 1836 fanden in North Carolina die ersten allgemeinen Gouverneurswahlen statt. Bis dahin hatte das Repräsentantenhaus die Gouverneure bestimmt. Diese erste öffentliche Wahl gewann Edward Dudley gegen Amtsinhaber Richard Spaight. Zwei Jahre später wurde er wiedergewählt, so dass er insgesamt eine vierjährige Amtszeit absolvieren konnte. Er trat sein Amt am 31. Dezember 1836 an und behielt es bis zum 1. Januar 1841. Als Gouverneur setzte er sich für den Ausbau der Infrastruktur des Staates ein; dabei förderte er die Eisenbahn, aber auch den Ausbau des Straßennetzes. Er plädierte für eine einheitliche Staatsbank, über die das Land seine finanzielle Transaktionen abwickeln sollte. Es folgte eine Reform des Strafrechts und des Bildungswesens. Zur Behebung des chronischen Lehrermangels in North Carolina wurde eine spezielle Schule zur Ausbildung und Förderung der Lehrer gegründet.

## Weiterer Lebensweg
Nach seinem Ausscheiden aus dem Amt des Gouverneurs wurde er wieder Präsident der Eisenbahngesellschaft. Dieses Amt behielt er bis 1846. Danach zog er sich aus der Politik zurück. Edward Dudley starb im Jahr 1855. Er war mit Eliza Haywood verheiratet, das Paar hatte sechs Kinder.